# Ephemerellidae
Ephemerellidae is een familie van haften (Ephemeroptera).

## Geslachten
De familie Ephemerellidae omvat de volgende geslachten:
- Adoranexa Jacobus & McCafferty, 2008
- Attenella Edmunds, 1971
- Caudatella Edmunds, 1959
- Caurinella Allen, 1984
- Cincticostella Allen, 1971
- Dannella Edmunds, 1959
- Dentatella Allen, 1980
- Drunella Needham, 1905
- Ephacerella Paclt, 1994
- Ephemerella Walsh, 1862
- Eurylophella Tiensuu, 1935
- Hyrtanella Allen & Edmunds, 1976
- Matriella Jacobus & McCafferty, 2008
- Notacanthella Jacobus & McCafferty, 2008
- Penelomax Jacobus & McCafferty, 2008
- Quatica Jacobus & McCafferty, 2008
- Serratella Edmunds, 1959
- Spinorea Jacobus & McCafferty, 2008
- Teloganopsis Ulmer, 1939
- Timpanoga Needham, 1927
- Torleya Lestage, 1917
- Tsalia Jacobus & McCafferty, 2008

## In Nederland voorkomende soorten
- Genus: Ephemerella
  - Ephemerella ignita - (Geringde driestaart)
  - Ephemerella mucronata - (Rechtkieuwdriestaart)